# Los 120 días de Sodoma
Las 120 jornadas de Sodoma o la escuela de libertinaje (Les Cent Vingt Journées de Sodome, ou l'École du libertinage, 1785) es una novela escrita por el marqués de Sade durante su estancia en la prisión de la Bastilla.

## Historia del manuscrito

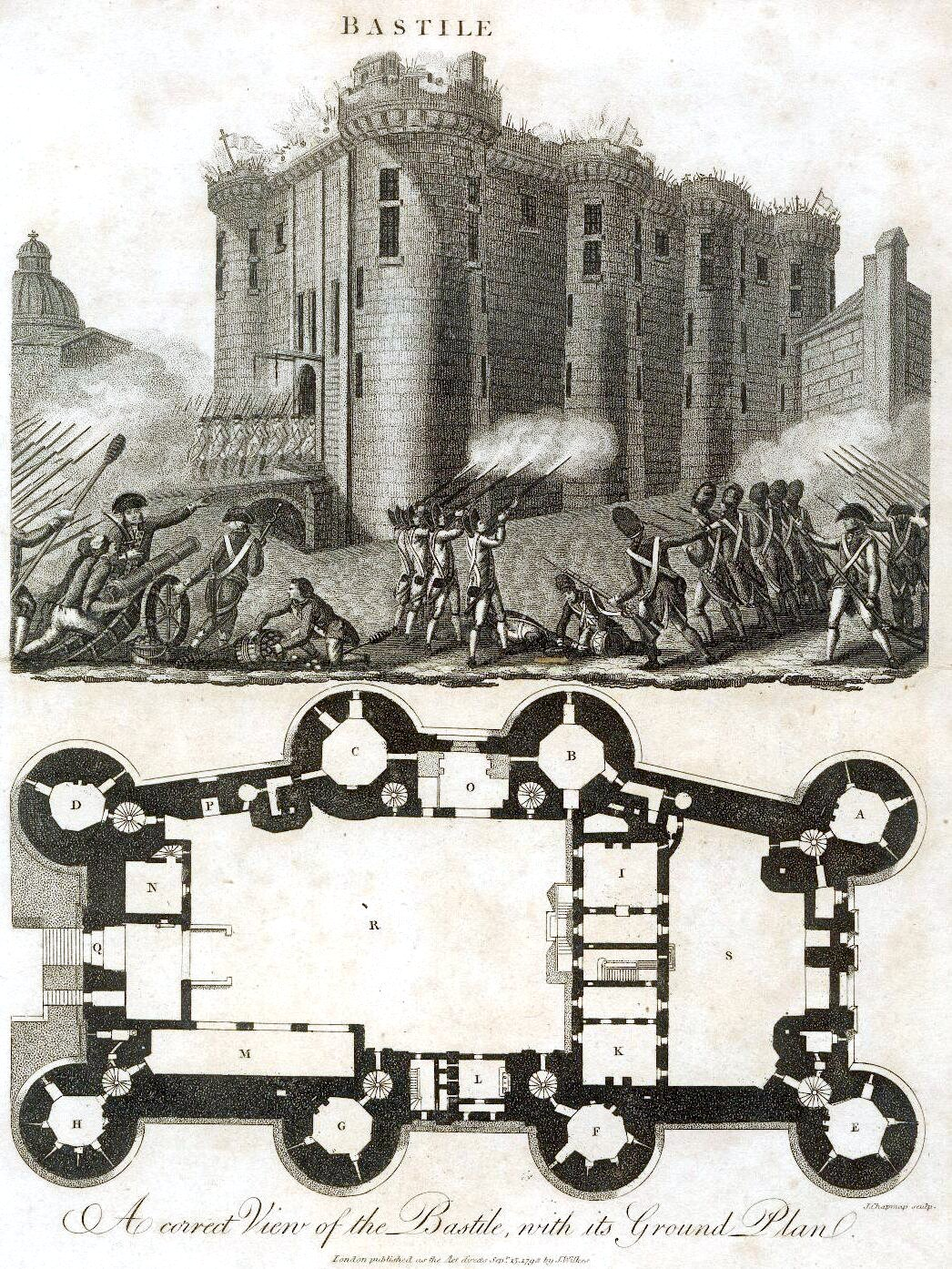
En la Bastilla, Sade fue recluido en los pisos segundo y sexto de la tour Liberté (sección B del plano).

El doctor Eugene Duehren (seudónimo de Iwan Bloch) publicó en 1904 un manuscrito del marqués de Sade que contenía una de sus más audaces obras. Se trataba de Les Cent Vingt Journées de Sodome, ou l'École du libertinage (Las 120 jornadas de Sodoma o la escuela de libertinaje), manuscrito que se le requisó a Sade en la Bastilla, y cuya desaparición lamentó él muy vivamente (murió creyendo que dicho manuscrito se había perdido). Sin duda, de esta «Teoría del libertinaje» es de la que habla Restif de la Bretonne en Monsieur Nicolas, pero que indudablemente nunca leyó, confundiéndola con el «proyecto de casa pública» que Sade había elaborado y que, en efecto, pudo aparentar que guardaba ciertas analogías con el Pornographe de Restif, de acuerdo con los alegatos de éste: «Allí es donde el monstruoso autor propone, en una imitación del Pornographe, el establecimiento de un sitio de depravación. Yo había trabajado por detener la degradación de la naturaleza; la finalidad del infame disecador en vivo, al parodiar una obra de mi juventud, consistió en exagerar al extremo aquella odiosa, aquella infame degradación...»
El manuscrito de Las 120 Jornadas de Sodoma fue descrito en 1877 por Pisanus Fraxi (Index librorum prohibitorum, Londres, 1877), pero no de visu, sino según una descripción que le habían transmitido.
El manuscrito habría sido hallado en el cuarto que ocupaba Sade en la Tour Liberté de la Bastilla, por un joven revolucionario llamado Arnoux Saint-Maximin, quien lo entregó al abuelo del marqués de Villeneuve-Trans, en cuya familia el manuscrito permaneció durante tres generaciones. El doctor Ivan Bloch logró que se le vendiera muy caro, por intermedio de un librero parisiense, a un aficionado alemán. Como ya se mencionó anteriormente, en 1904 el Dr. Bloch lo publicó por primera vez bajo el pseudónimo Dr. Eugene Dühren para evitar controversias.
El Vizconde Charles de Noailles compró el manuscrito en 1929 y lo heredo a su hija Natalie quien se lo confiaría a un amigo y editor francés llamado Jean Grouet quien en 1982 lo vendió sin autorización en Suiza a Gérard Nordmann quien, tras un largo proceso legal en cortes suizas y francesas, logró quedarse en posesión del manuscrito.
El manuscrito fue expuesto en Ginebra en 2004 antes de ser comprado por 7 millones de euros por el experto en manuscritos antiguos Gérard Lhériter quien lo exhibió en el Museo de Letras y Manuscritos de París en 2014. Sin embargo, el museo cerró y Lhériter fue arrestado por malversación de fondos, tras lo cual el manuscrito fue apropiado por el gobierno francés que primero buscó venderlo en subasta pública, antes de declararlo un tesoro nacional y posteriormente lo compró de manera oficial.
El manuscrito está formado por hojas de 11 centímetros, encoladas entre sí, formando una faja de 12,10 m de largo. Está escrito por ambos lados en letra diminuta. El último poseedor del manuscrito lo tenía guardado en una caja de forma fálica. Fue escrito en la Bastilla en treinta y siete días, noche tras noche, entre las 7 y las 10, del 22 de octubre al 28 de noviembre de 1785.

## Argumento
En las postrimerías del reinado de Luis XIV, poco antes del comienzo de la Regencia, en momentos en que el pueblo francés se encontraba empobrecido por las múltiples guerras emprendidas por el Rey Sol, unos pocos se aprovechaban para enriquecerse a costa de la miseria general. Cuatro de estos hombres adinerados, y sumamente libertinos, un aristócrata, un eclesiástico, un banquero y un juez (representantes de los cuatro poderes de Francia), deciden dar rienda suelta a sus pasiones durante 120 días (cuatro meses) en el Castillo de Silling (Château de Silling), propiedad de Durcet (uno de los libertinos) en Suiza. Allí se narrarán los 600 tipos de placer, escenificados durante 120 días, a 150 por mes y 5 por jornada.
Contratan a 4 alcahuetas «historiadoras» para que relaten modos de gozar, 150 cada una, cada mes. Secuestran a 8 muchachas y 8 muchachos seleccionados de entre 12 y 15 años que forman sus serrallos femenino y masculino. A estos 16 se unen 8 jóvenes «jodedores» o «folladores» y hasta 42 personas que serán sus siervos y víctimas. El total de personas encerradas en el castillo es de 46: los 4 protagonistas, sus 4 hijas-esposas, los 16 adolescentes, los 8 jodedores, las 4 historiadoras y 10 personas del servicio: 4 viejas y 6 cocineras.
La primera parte se ocupa de las «150 pasiones simples o de primera clase» (sin penetración). Se desarrolla durante los 30 días de noviembre, en cada uno de los cuales se celebran continuas orgías y se escucha a la historiadora a la que le toca ese mes, Madame Duclos, que al ser la única narradora de las cuatro previstas, la convierte en la Scheherezade del libro. Se describen actos de excitación sexual relacionados con los distintos fluidos y objetos corporales y con la necrofilia. Aparecen también los primeros castigos corporales.
Las tres partes restantes (en diciembre, enero y febrero), que hacen referencia a las pasiones «complejas, criminales y mortales», solo están redactadas en esquema, dejando la obra inconclusa.
Durante los 31 días de diciembre, se listan los 150 argumentos de los relatos que habrían aparecido, en los que ya se contempla la penetración vaginal, incluyendo toda edad, parentesco y condición, y combinada con todo tipo de actos lascivos y profanaciones religiosas. Simultáneamente a estos relatos, se van desvirgando las 8 doncellas. Este mes recopila acciones realizadas entre tres o más personas y añade torturas de todo tipo. En enero, los desvirgamientos de los 16 jóvenes son anales. Los 150 argumentos suben de tono, incluyendo bestialismo y amputaciones, además de la sodomía. En febrero se listan 150 maneras de asesinar con ensañamiento, mientras comienzan a caer víctimas de las torturas algunos de los moradores del castillo, hasta llegar a 10 muertos.
Hay todavía una breve reseña de lo que ocurre en los primeros días de marzo, detallando víctimas y supervivientes. Al final mueren 30 personas y sobreviven 16.

### Descripción del Castillo de Silling
Para llegar al castillo era necesario antes detenerse en Bâle; se atravesaba luego el Rin, más allá del cual el camino se estrechaba hasta el punto de que se hacía preciso abandonar los carruajes. Poco después se penetraba en la Selva Negra durante quince leguas por un sendero tortuoso, impracticable sin guía. La siguiente parada era una aldea de carboneros y guardabosques. Allí empezaban las tierras de Durcet, a quien pertenecía la aldea; como los habitantes de aquel villorrio eran casi todos ladrones o contrabandistas, fue fácil para Durcet hacerse amigo de ellos, y la primera orden que recibieron fue la de no dejar llegar a nadie hasta el castillo después del 1 de noviembre, fecha en que todo el grupo estaría reunido. Armó a sus vasallos, les concedió algunos privilegios que solicitaban desde hacía mucho tiempo, y se cerró la barrera. Una vez bien cerrada aquella puerta, era difícil llegar a Silling.
En cuanto se había dejado atrás la carbonería se empezaba a escalar una montaña tan alta como el monte Saint-Bernard y de un acceso mucho más difícil, porque solo a pie se puede llegar a la cumbre. Los precipicios rodean de tal modo el sendero que hay que seguir que resulta muy peligroso montar los animales; seis de los que transportaban los víveres y los equipajes perecieron, así como dos obreros que habían querido montar dos de los mulos. Se requieren cerca de cinco horas para alcanzar la cumbre de la montaña, la cual ofrece allí una barrera natural que consiste en una hendidura de más de 30 toesas en la cumbre de la montaña, entre la parte septentrional y la meridional, de manera que, sin ayudas, una vez que se ha escalado la montaña resulta imposible descender. Durcet había hecho unir estas dos partes, separadas por una abismo de más de 1000 pies, por un puente de madera que se quitó cuando hubieron llegado los últimos equipajes, y desde aquel momento desapareció toda posibilidad de comunicarse con el castillo de Silling. Al descender por la parte septentrional se llega a una llanura de unas doscientas áreas, rodeada de rocas muy altas que envuelven la llanura como un muro sin una sola brecha. Este paso, llamado el camino del puente, es pues el único que puede descender y comunicar con la llanura, y una vez destruido, resulta imposible abordar la llanura.
Es en medio de esta llanura donde se encuentra el castillo de Durcet. Un muro de 30 pies de altura lo rodea también. Más allá del muro, un foso lleno de agua y muy profundo defiende todavía un último recinto que forma una galería circular; una poterna baja y angosta penetra finalmente en un gran patio interior alrededor del cual se levantan todos los alojamientos; estos alojamientos, vastos y muy bien amueblados tras los últimos arreglos, ofrecen en el primer piso una gran galería. Los aposentos son descritos no tal como podían haber sido en otro tiempo, sino tal como acaban de ser arreglados y distribuidos de acuerdo con el plan formado. Desde la galería se penetraba en un comedor con armarios en forma de torres que, comunicando con las cocinas, servían para que pudiera servirse la comida caliente, de un modo rápido y sin necesidad de criado. Desde ese comedor de tapices, estufas, otomanas y cómodos sillones, se pasaba a un salón sencillo, pero muy caliente y lleno de lujosos muebles; este salón comunicaba con un gabinete para reuniones destinado a los relatos de las narradoras. Era la sede de las «asambleas lúbricas».
Este salón tenía una forma semicircular; en la parte curva había cuatro nichos de espejos, con una otomana en cada uno de ellos; estos cuatro nichos, por su construcción, estaban completamente delante del diámetro que cortaba el círculo; un trono de 4 pies estaba adosado al muro que formaba el diámetro y estaba destinado a la narradora, posición que la situaba no solamente delante de los cuatro nichos destinados a sus auditores, sino que además teniendo en cuenta que el círculo era pequeño, no la alejaba demasiado de ellos, que la podían escuchar sin perder una sola palabra, puesto que ella se encontraba como el actor en el escenario y los auditores se hallaban colocados en los nichos como si estuvieran en el anfiteatro. El trono disponía de unas gradas en las que se encontrarían los participantes de las orgías; estas gradas, así como el trono, estaban cubiertas de alfombras de terciopelo negro con franjas de oro, y los nichos estaban forrados de una tela semejante e igualmente enriquecida, pero de color azul oscuro. Al pie de cada uno de los nichos había una puerta que daba a un excusado destinado a dar paso a las personas cuya presencia se deseaba y que se hacía venir de las gradas, en el caso de que no se quisiera ejecutar delante de todo el mundo la voluptuosidad para la realización de la cual se llamaba a la persona. Estos excusados estaban llenos de canapés y de todos los otros instrumentos necesarios para las indecencias de toda especie. A ambos lados del trono había una columna aislada que llegaba hasta el techo; estas dos columnas estaban destinadas a sostener a la persona que hubiese cometido alguna falta y necesitara una corrección. Todos los instrumentos necesarios para este castigo estaban colgados en la columna.
Este salón comunicaba con un gabinete que, en aquella parte, componía la extremidad de los alojamientos. Este gabinete era una especie de saloncito, extremadamente silencioso y secreto, muy caliente, oscuro durante el día, y se destinaba para los combates cuerpo a cuerpo o para ciertas otras voluptuosidades secretas. Para pasar a la otra ala era necesario retroceder y, una vez en la galería, en cuyo extremo se veía una capilla, se volvía a pasar al ala paralela, donde terminaba el patio interior. Allí se encontraba una antecámara que comunicaba con cuatro aposentos, cada uno con saloncito y excusado; camas turcas de damasco de tres colores adornaban estos aposentos. Estas cuatro estancias fueron destinadas a los cuatro libertinos. Como sus esposas tenían que ocupar los mismos aposentos que ellos, no se les destinó alojamientos particulares.
En el segundo piso había más o menos el mismo número de aposentos, pero distribuidos de una manera diferente; se encontraba primero, a un lado, un vasto aposento adornado con ocho nichos con una pequeña cama en cada uno, y este aposento era el de las jóvenes, al lado del cual se encontraban dos pequeñas habitaciones para dos de las viejas que debían cuidarlo. Más allá había dos habitaciones iguales, destinadas a dos de las narradoras. A la vuelta, se encontraba otro aposento de ocho nichos como trasalcoba para los ocho jóvenes, también con dos habitaciones contiguas para las dos dueñas destinadas a vigilarlos; y más allá, otras dos habitaciones semejantes, para las otras dos narradoras. Más arriba de las habitaciones descritas, había ocho celdas donde se alojaban los ocho jodedores. En la planta baja se encontraban las cocinas, con seis cubículos para las seis personas que se ocupaban de este trabajo, las cuales eran tres famosas cocineras que eran ayudadas por tres muchachas robustas. Excepto las cuatro viejas destinadas al servicio interior, no había ningún criado más que estas tres cocineras y sus ayudantes.
Una piedra se levantaba al pie del altar del pequeño templo cristiano que se encontraba en la galería; había allí una escalera de caracol, muy angosta y empinada, que descendía por trescientos peldaños hasta llegar a un calabozo abovedado, cerrado con tres puertas de hierro
Finalmente, habiendo el duque examinado el local decidió que, puesto que los víveres estaban ya en el interior del castillo y que ya no había ninguna necesidad de salir, era necesario tapiar todas las puertas por las que se penetraba en el interior y encerrarse completamente en el lugar como en una ciudadela sitiada, sin dejar la más pequeña salida para el enemigo o para el desertor. El consejo fue ejecutado, se atrincheraron hasta tal punto que no era posible saber el lugar dónde habían estado las puertas, y se establecieron dentro.

### La bolsa común
La sociedad disponía de una bolsa común que administraba por turno uno de los miembros durante seis meses, pero los fondos de esta bolsa, que solo debían emplearse para los placeres, eran inmensos. Su excesiva fortuna les permitía a este respecto cosas muy singulares, por ejemplo, había destinados dos millones anuales para atender únicamente a los placeres de la buena mesa y la lujuria.

### El Reglamento
El siguiente fue el Reglamento compuesto para ser cumplido todos los días, durante las 120 jornadas:
| Hora  | Actividad |
| ----- | --- |
| 09:00 | Hora de levantarse. Los cuatro jodedores que no hayan estado de servicio la noche anterior visitarán a los libertinos, llevando cada uno de ellos un muchachito; pasarán sucesivamente de una habitación a otra. Actuarán de acuerdo con las órdenes y deseos de los libertinos. |
| 11:00 | Los libertinos se dirigirán al aposento de las muchachas, donde se servirá el almuerzo consistente en chocolate o carne asada con vino español u otros manjares. Este almuerzo será servido por las ocho muchachas desnudas, ayudadas por las dos viejas Marie y Louison adscritas al serrallo de las doncellas. Si los señores tienen ganas de cometer actos impúdicos con las muchachas durante el almuerzo, antes o después, ellas se prestarán a dichos deseos con resignación a la cual no faltarán sin un duro castigo. Pero se conviene en que no habrá juegos secretos o particulares en tal ocasión, sino solo ante todo el que asista al almuerzo. Antes de salir de la habitación de las muchachas, el libertino encargado del turno del mes, antes de salir del aposento de las muchachas, las examinará una tras otra para comprobar si están en situación adecuada (que no hayan defecado), lo cual será comunicado cada mañana a las viejas y arreglado de acuerdo con la necesidad que haya de tenerlas en tal o cual estado. |
| 12:00 | Se pasará al aposento de los muchachos a fin de efectuar las mismas visitas y condenar igualmente a los delincuentes a la pena capital. Los cuatro muchachos que por la mañana no hayan estado con los libertinos, los recibirán ahora cuando lleguen a sus habitaciones y se quitarán los calzones delante de ellos; los otros cuatro permanecerán de pie y esperarán las órdenes que puedan serles dadas. Los señores se divertirán o no con estos cuatro, que no habrán visto hasta entonces, pero lo que hagan será público. |
| 13:00 | Aquellos o aquellas de las muchachas o de los muchachos, grandes y pequeños, que hayan obtenido el permiso de ir a satisfacer necesidades fisiológicas, se dirigirán a la capilla donde todo ha sido dispuesto para las voluptuosidades inherentes al caso. Allí encontrarán a los cuatro libertinos, que esperarán hasta las 14:00, y nunca hasta más tarde, y que los colocarán como lo juzguen conveniente para las voluptuosidades de esta índole que les vengan en gana. |
| 14:00 | Se servirán las dos primeras mesas que comen a la misma hora, una en el gran aposento de las muchachas, la otra en el de los muchachos. Los encargados de servir en estas dos mesas serán las criadas de la cocina. La primera mesa estará compuesta por las ocho muchachas y las cuatro viejas; la segunda por las cuatro esposas, los ocho muchachos y las cuatro narradoras. Durante esta comida, los señores se dirigirán al salón donde charlarán hasta las 15:00. Poco antes de esta hora, los ocho jodedores se presentarán en este salón lo más arreglados posible. |
| 17:00 | Se levantarán de la mesa. Entonces los cuatro libertinos solamente (los jodedores se retirarán hasta la hora de la reunión general), pasarán al salón, donde dos muchachos y dos muchachas, que variarán todos los días, les servirán desnudos café y licores; aquel no será todavía el momento en que podrán permitirse voluptuosidades que puedan enervar: habrá que limitarse a la simple broma. Poco antes de las 18:00, los cuatro muchachos que acaban de servir se retirarán para ir a vestirse de prisa. |
| 18:00 | Los señores pasarán al gran gabinete destinado a los relatos. Cada uno de ellos se colocará en su nicho. La narradora empezará su relato, que los amigos podrán interrumpir cuando bien les parezca; este relato durará hasta las 22:00, y durante todo este tiempo, como su objeto es inflamar la imaginación, serán permitidas todas las lubricidades, excepto sin embargo aquellas que infrinjan el orden y los arreglos dispuestos para las desfloraciones, que no podrán ser variados; pero por lo demás podrá hacerse lo que se quiera con el jodedor, la esposa, el grupo de cuatro que le corresponda a cada uno y la vieja, y hasta con las narradoras si se sienten inclinados a tal capricho, y esto podrá tener lugar en el nicho o en el gabinete contiguo. El relato será suspendido mientras duren los placeres de aquel cuyas necesidades lo interrumpan, y se continuará cuando haya terminado. |
| 22:00 | Se servirá la cena. Las esposas, las narradoras y las ocho muchachas irán rápidamente a cenar aparte, ya que las mujeres nunca serán admitidas en la cena de los hombres, y los amigos cenarán con los cuatro jodedores que no estén de servicio por la noche y cuatro muchachos. Los otros cuatro servirán, ayudados por las viejas. Terminada la cena, se pasará al salón de la reunión para la celebración de lo que se llama las orgías. Allí se encontrarán todos, los que hayan cenado aparte, y los que hayan cenado con los libertinos, pero siempre excepto los cuatro jodedores del servicio de noche. Todos estarán desnudos, todos mezclados, todos tumbados sobre cojines en el suelo, y semejantes a los animales, se cambiarán, se mezclarán, se cometerán incestos y adulterios, se sodomizará y siempre, salvo las desfloraciones, se entregarán a todos los excesos y a todos los desenfrenos que mejor puedan excitar la imaginación.                                                                                      |
| 02:00 | Cese de las orgías. Los cuatro jodedores destinados al servicio de noche, ataviados con elegantes saltos de cama, vendrán a buscar a cada uno de los señores, el cual se llevará consigo a una de las esposas, o a uno de los muchachos desflorados cuando los haya, o a una narradora, o bien a una vieja para pasar la noche entre ella y su jodedor, y todo a su gusto, pero con la cláusula de someterse a arreglos ingeniosos de los que pueda resultar que cada uno cambie todas las noches o pueda cambiar. |

Tal será el orden de cada día. Independientemente de esto, cada una de las diecisiete semanas que debe durar la estancia en el castillo será marcada con una fiesta. Primero, se celebrarán matrimonios. Pero como los primeros de estos matrimonios se efectuarán entre los muchachos más jóvenes y no podrán consumarse, no dislocarán en nada el orden establecido para las desfloraciones. Como los matrimonios entre mayores solo se realizarán después de las desfloraciones, su consumación no perjudicará tampoco nada.

#### Normas particulares
- Las cuatro mujeres responderán de la conducta de los cuatro hombres cuando cometan faltas, se quejarán ante el señor que esté de turno y se procederá en común a aplicar los castigos, los sábados por la noche, a la hora de las orgías. Se llevará una lista exacta de dichos castigos hasta entonces.

- Por lo que respecta a las faltas cometidas por las mujeres, recibirán la mitad de castigo que los muchachos. En cuanto a los castigos de las esposas o de las viejas, serán siempre dobles que los de los muchachos.

- Toda persona que se niegue a hacer las cosas que se le hayan pedido, aunque se halle en la imposibilidad de hacerlas, será severamente castigada; a ella le toca prever y tomar sus precauciones.

- La menor risa o la menor falta de atención, de respeto o sumisión en las orgías, se considerará como una de las faltas más graves y más cruelmente castigadas.

- Todo hombre sorprendido en flagrante delito con una mujer, será castigado con la pérdida de un miembro cuando no haya recibido autorización de gozar de la mujer.

- El más pequeño acto religioso por parte de alguien, sea quien sea, será castigado con la muerte.

- Durante las reuniones, los señores solo emplearán las palabras más lascivas, más libertinas y las expresiones más soeces, las más fuertes y blasfemas.

- El nombre de Dios solo se pronunciará acompañado siempre de invectivas o imprecaciones, y se repetirá lo más a menudo posible.

- En cuanto al tono de voz, será siempre el más brutal, más duro y más imperioso con las mujeres y los muchachos, pero sumiso y depravado con los hombres que los señores, representando con ellos el papel de mujeres, deben considerar como sus maridos.

- Aquel de los señores que falte a todas estas cosas, o que crea tener un adarme de razón y sobre todo quiera pasar un día sin acostarse borracho, pagará diez mil francos de multa.

- Cuando un señor tenga una gran necesidad, una mujer de la clase que él juzgue a propósito lo acompañará, para atender a los cuidados que puedan ser indicados durante este acto.

- Ninguno de los sujetos, hombres o mujeres, podrá entregarse a los deberes de limpieza, sean cuales sean, y sobre todo los de después de la necesidad mayor, sin un permiso expreso del señor que esté de turno, y si se le niega y, a pesar de esto, lo hace, recibirá uno de los más rudos castigos.

- Las cuatro esposas no gozarán de ninguna clase de prerrogativas sobre las otras mujeres; al contrario, serán siempre tratadas con más rigor e inhumanidad, y a menudo serán empleadas en los trabajos más viles y penosos, tales como por ejemplo la limpieza de los retretes comunes y particulares de la capilla. Estos retretes serán vaciados cada ocho días, siempre por ellas, y serán castigadas con rigor si se resisten o lo hacen mal.

- Si un sujeto cualquiera emprende una evasión durante el tiempo de la reunión, será al instante castigado con la muerte, sea quien fuere.

- Las cocineras y sus ayudantes serán respetadas, y cualquiera de los señores que infrinja esta ley pagará mil luises de multa. En cuanto a las multas, su importe será empleado, al regresar a Francia, para los primeros gastos de una nueva partida del tipo de esta o de cualquier otro.

### Personajes
| Nombre                  | Edad | Descripción | Matrimonio |
| ----------------------- | ---- | --- | --- |
| El Duque de Blangis     | 50   | Es un aristócrata que adquirió su riqueza envenenando a su madre para adquirir la herencia, y a su hermana, cuando ella se enteró de sus planes. Blangis es descrito como alto, muy fuerte, robusto y de gran potencia sexual, aunque se insiste en que es un gran cobarde, y que está orgulloso de serlo. Es viudo de tres esposas, a las que asesinó, y tiene una hija, Julie, con la que mantiene relaciones sexuales.                | Se casa con Constance, hija de Durcet.                                                                                        |
| El Obispo               | 45   | Hermano del duque de Blangis, es un hombre flaco y débil, con una boca desagradable. Es un apasionado de la sodomía (sexo anal), tanto activa como pasiva, e incluso cuando tiene sexo con mujeres y niñas, se niega a tener relaciones vaginales con ellas. Es padre de Aline (que pasa por hija menor de Blanguis), a quien tuvo con una de las esposas del Duque. Así pues, Aline es considerada hija del Duque y sobrina del Obispo. | Se convirtió en el esposo de las otras tres al ceder a Aline a sus amigos, sin renunciar a los derechos que tenía sobre ella. |
| El Presidente de Curval | 60   | Es el decano de la sociedad; hombre alto y delgado, de ojos azules hundidos, el cuerpo cubierto de vello y espantosamente sucio. Tiene preferencia por los hombres; sin embargo, no desprecia nunca una virgen. Sus gustos tienen de singular la inclinación por la vejez y por todo lo cochino. Tiene una hija con la que mantiene relaciones sexuales: Adelaïde.                                                                       | Se casa con Julie, hija del Duque.                                                                                            |
| Durcet                  | 43   | Banquero que es descrito como de baja estatura, gordo y afeminado. Disfruta de la sodomía pasiva más que de la activa, debido al pequeño tamaño de su pene. Le gusta el sexo oral, que es el único placer en el que actúa como agente. Envenenó a su madre, a su mujer y a su sobrina para hacerse de una fortuna. | Se casa con Adélaïde, hija del Presidente.                                                                                    |

| Nombre    | Edad | Descripción |
| --------- | ---- | --- |
| Constance | 22   | La esposa del Duque e hija de Durcet es una mujer alta, delgada, de piel blanca, rasgos nobles, los cabellos y los ojos muy negros y la boca pequeña. Su carácter es sensible, justo y agradable. |
| Adélaïde  | 20   | Esposa de Durcet e hija del Presidente, es pequeña, delgada, rubia y de ojos azules. Su boca es un poco grande, y sus labios son rojos. Su carácter se describe como romanticón, y por más que el presidente se esforzó por educarla en los principios del ateísmo, ella sigue creyendo en Dios y es muy devota. |
| Julie     | 24   | Esposa del Presidente e hija mayor del Duque, es alta, gruesa y rolliza, de cabellos castaños y cuerpo regordete. Tiene los dientes podridos y lleva el cuerpo sucio todo el tiempo. Es muy glotona e inclinada a las borracheras.                                                                               |
| Aline     | 18   | Hermana menor de Julia y realmente hija del Obispo, tiene ojos castaños y expresivos, el talle un poco ancho y la piel un poco morena. Es sobria y limpia, aunque perezosa e indolente. No sabe leer ni escribir, detesta al Obispo y teme mucho al Duque.                                                       |

| Nombre        | Edad | Descripción |
| ------------- | ---- | --- |
| La Duclos     | 48   | Es todavía hermosa y lozana. Morena, ancha de cintura y regordeta. |
| La Champville | 50   | Es delgada, bien formada y con ojos lúbricos; es lesbiana. Fue rubia y tiene hermosos ojos. |
| La Martaine   | 52   | Es gorda, rozagante y sana. Tiene todavía bonitos rasgos, que empiezan sin embargo a marchitarse. |
| La Desgranges | 56   | Es alta, delgada, pálida, había sido morena. Tiene solo un seno, le faltan tres dedos y seis dientes. Se la describe como la más criminal y malvada de todas. Habla bien, tiene ingenio y es una de las alcahuetas con mejor reputación en la sociedad. |

| Nombre  | Edad | Descripción |
| ------- | ---- | --- |
| Marie   | 58   | Está azotada y marcada, fue criada de ladrones. Ojos turbios y legañosos, nariz torcida, dientes amarillentos, una nalga roída por un absceso. Parió y mató a catorce niños.                                                   |
| Louison | 60   | Es bajita, jorobada, tuerta y coja. Está siempre dispuesta a cometer crímenes y es extremadamente perversa. Tanto ella como Marie están al servicio de las muchachas; las dos que siguen, a los muchachos.                     |
| Thérèse | 62   | Parece un esqueleto, sin pelo ni dientes, boca hedionda, las nalgas acribilladas de heridas. Es de una suciedad y un hedor atroces, tiene un brazo torcido y cojea.                                                            |
| Fanchon | 69   | Fue ahorcada seis veces en efigie y ha cometido todos los crímenes imaginables; es bizca, chata, de baja estatura, gruesa, casi sin frente y solo tiene dos dientes. Un cáncer le roe un seno. Siempre está borracha y vomita. |

| Nombre          | Edad | Descripción | Rapto |
| --------------- | ---- | --- | --- |
| Augustine       | 15   | Hija de un barón del Languedoc; cara linda y despierta. | Robada de un convento de Montpellier. |
| Fanny           | 14   | Hija de un consejero de Bretaña; aire dulce y tierno. | Robada del castillo de su padre. |
| Zélmire         | 15   | Hija del conde de Tourville, señor de Beauce; aspecto noble y un alma muy sensible. Era hija única y, con una dote de cuatro cientos mil francos, debía casarse al año siguiente con un gran señor. Fue la que lloró y se apenó más por el horror de su suerte. | Su padre la había llevado con él de caza a una de sus tierras de la Beauce y, habiéndola dejado sola unos momentos en el bosque, fue raptada inmediatamente.            |
| Sophie          | 14   | Hija de un gentilhombre de Berry; rasgos encantadores. | Raptada durante un paseo con su madre, la cual, al tratar de defenderla, fue arrojada a un río, donde la hija la vio morir, ante sus ojos.                              |
| Colombe         | 13   | Hija de un consejero del Parlamento de París; muy lozana. | Raptada cuando regresaba con su aya, por la tarde, de su convento, a la salida de un baile infantil. El aya fue apuñalada.                                              |
| Hébé            | 12   | Hija de un oficial de Orléans; aire muy libertino y ojos encantadores. | Seducida y raptada del convento donde se educaba; dos religiosas fueron sobornadas con dinero.                                                                          |
| Rosette         | 13   | Hija de un magistrado de Chalon-sur-Saône. | Su padre acababa de morir, ella se encontraba en el campo con su madre, y fue raptada, ante los mismos ojos de su familia, por unos individuos disfrazados de ladrones. |
| Mimi o Michette | 12   | Hija del marqués de Sénanges. | Raptada en las tierras de su padre en el Borbonés mientras paseaba en una calesa acompañada de dos o tres mujeres del castillo, que fueron asesinadas.                  |

| Nombre    | Edad | Descripción | Rapto |
| --------- | ---- | --- | --- |
| Zelamir   | 13   | Hijo único de un gentilhombre de Poitou.                                                                                      | Lo habían enviado a Poitiers para que visitara a una pariente, acompañado por un solo criado; los que lo esperaban asesinaron al criado y se apoderaron del niño.                                                                                           |
| Cupidon   | 13   | Hijo de un gentilhombre de cerca de La Flèche. Estudiaba en el colegio de esta ciudad.                                        | Fue espiado y raptado durante un paseo que los escolares daban el domingo. |
| Narcisse  | 12   | Hijo de un hombre destacado de Rouen, caballero de Malta.                                                                     | Raptado en Rouen, cuando viajaba hacia el colegio de Louis-le-Grand de París. |
| Zéphyr    | 15   | Hijo de un oficial general de París. Su padre hizo todo lo posible para recobrarlo, sin conseguirlo. Está destinado al Duque. | El dueño del internado donde estudiaba había sido sobornado con dinero, y había entregado a siete muchachos, de los cuales seis habían sido desechados, quedando solo Zéphyr.                                                                               |
| Céladon   | 14   | Hijo de un magistrado de Nancy.                                                                                               | Raptado en Lunéville, a donde había ido para visitar a una tía. Fue el único seducido por medio de una chiquilla de su edad que se encontró el medio de lograr que se acercara a él. La pequeña lo hizo caer en la trampa fingiendo que sentía amor por él. |
| Adonis    | 15   | Hijo de un presidente de la Cámara de París; destinado a Curval.                                                              | Raptado en el colegio Plessis, donde estudiaba. |
| Hyacinthe | 14   | Hijo de un oficial retirado en la Champagne.                                                                                  | Raptado durante una cacería, cosa que le gustaba mucho, y a la que su padre cometía la imprudencia de dejarle ir solo. |
| Giton     | 12   | Paje del Rey, hijo de un gentilhombre del Nivernés; destinado al Obispo.                                                      | Fue raptado mientras paseaba solo por la avenida de Saint-Cloud. |

| Nombre        | Edad | Descripción |
| ------------- | ---- | --- |
| Hercule       | 26   | Bastante guapo, pero muy perverso, favorito del Duque; su pene tiene ocho pulgadas dos líneas de circunferencia por trece de largo. Eyacula mucho.                                                                  |
| Antinoüs      | 30   | Hombre hermoso; su pene tiene ocho pulgadas de circunferencia por doce de largo. |
| Brise-cul     | 28   | Parece un sátiro; es velludo, su pene está torcido y es completamente curvo, la cabeza o glande es enorme, tiene ocho pulgadas tres líneas de circunferencia y el cuerpo del pene ocho pulgadas por trece de largo. |
| Bande-au-ciel | 25   | Es muy feo, pero sano y vigoroso; gran favorito de Curval. Siempre en erección, su pene tiene siete pulgadas once líneas de circunferencia por once de largo.                                                       |

La descripción de los otros cuatro jodedores (pues en total son ocho) no se ofrece en detalle, pero se nos dice que tienen penes de nueve a diez y once pulgadas de largo por siete y medio y siete pulgadas nueve líneas de circunferencia, y están entre los veinticinco y treinta años.

## Crítica

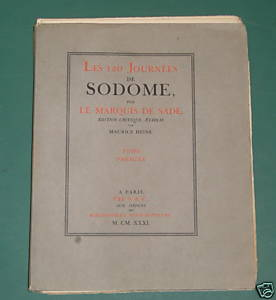
Edición de 1931 de Maurice Heine.

La obra en sí ha sido evaluada principalmente en cuanto a su valor literario y a su valor histórico o científico. 
En el primer ámbito, su primer editor, el Dr. Ivan Bloch, consideró importante publicar la obra debido a que podría resultar de interés científico "para doctores, juristas y antropológos" dado que en su opinión el libro era una de las primeras obras que documentaba comportamientos y desviaciones sexuales humanas, cien años antes del primer libro dedicado enteramente a desviaciones sexuales, titulado Psychopathia sexualis y escrito por el psiquiatra alemán Richard von Krafft-Ebing. Por su parte, el primer editor que publicó la novela abiertamente y sin utilizar un pseudónimo, Jacques Pauvert, fue enjuiciado en Francia por faltas a la moral debido a la naturaleza gráfica de la obra y durante su proceso argumentaría también que la obra de Sade estaba compuesta de "documentos médico-legales" de gran valor científico para juristas y doctores.
La filosófa y escritora Simone de Beauvoir por su parte también compartía este razonamiento y argumentaba que la obra era importante porque documentaba comportamientos humanos "oscuros" y que eran hasta entonces pocas veces explorados.
En cuanto a su valor filosófico y literario, la obra ha sido interpretada por la escritora y académica Camille Paglia como una "respuesta satírica" a la obra de Jean-Jacques Rousseau y al concepto de la Ilustración que sostenía que el hombre es un ser bueno por naturaleza.
Pero la obra también ha sido criticada negativamente y desdeñada como poco más que pornografía; aunque el filosófo Gilles Deleuze argumento que la obra de Sade no podía ser considerada como pornografía dado que era más compleja y profunda que una simple obra pornográfica.
Sin embargo, el mismo Sade describió su propia obra como "la historia más impura jamás contada desde que inicio el mundo" mientras que el filosófo Georges Bataille expresó aprecio por cómo Sade expuso por primera vez en su obra algunos de los deseos más profundos del hombre, aunque también agregó que ningún lector sería capaz de terminar la novela sin enfermarse.

## Adaptaciones
En 1975, el poeta y cineasta italiano Pier Paolo Pasolini adaptó al cine esta historia, transformando a los protagonistas en cuatro dignatarios de la República de Saló, el Estado fascista residual del Norte de Italia tras la derrota de Mussolini en la Segunda Guerra Mundial. El filme, titulado Saló o los 120 días de Sodoma, es considerado el testamento artístico de su autor, ha sido considerado una película maldita, no solo por la extrema crudeza de sus imágenes, sino por la radicalidad de sus planteamientos, que recogen con fidelidad desasosegante las posturas filosóficas de Sade.